# Pseudopleonexes justi
Pseudopleonexes justi is een vlokreeftensoort uit de familie van de Ampithoidae. De wetenschappelijke naam van de soort is voor het eerst geldig gepubliceerd in 2006 door Peart.